# Sendeturm Ugchelen
Der Sendeturm Ugchelen ist ein 142 Meter hoher in Stahlfachwerkbauweise ausgeführter Sendeturm für UKW, TV und Richtfunk in der Nähe der niederländischen Ortschaft Ugchelen (Gemeinde Apeldoorn). Der Sendeturm wurde 1959 gebaut.